# 于倫斯旺
于倫斯旺（挪威語：Ullensvang）是挪威的一個市镇，位於韦斯特兰郡，行政中心为奥达镇。市镇面积为3,237平方公里，人口数量为11,048人（2020年），人口密度为每平方公里3.7人。